# Liman (Ucraïna)
|  | «Lyman» redirigeix aquí. Vegeu-ne altres significats a «Lyman (desambiguació)». |

Liman (en ucraïnès: Лиман, i també en rus) és una ciutat de l'óblast de Donetsk, Ucraïna. El 2021 tenia 20.469 habitants.

## Història
Liman fou fundada oficialment el 1667 com un regiment cosac, que fou part del comtat d'Iziumski Khàrkov. Durant el transcurs de la reforma administrativa duta a terme el 1708 per Pere el Gran, Liman fou explícitament mencionada com una de les poblacions de la Gubèrnia d'Azov. El 1825 es transformà en un assentament militar i a partir del 1857 als seus habitants se'ls atorgà la categoria de camperols de l'estat.
El 1864 Liman tenia 2.622 habitants, el 1885 la població arribà als 3.503 i el 1897 a 4.653.
A partir del 1911 arribà el ferrocarril a la vila, i es construí un estacionament de locomotores i l'estació de Xutànovo. El 1923, per demanda dels excombatents de l'exèrcit roig a la República Soviètica d'Ucraïna, fou reanomenada com Krasni Liman, que significa Liman Vermell. Durant la reforma administrativa del 1938 l'estació i la localitat es fusionaren, donant origen a la ciutat de Krasni Liman.
Durant la dècada del 1950 es desenvoluparen moltes fàbriques de materials de construcció, aliment i antibiòtics i fou electrificada la xarxa ferroviària. Des del 1975 hi ha plantes d'asfalt i de producció de farratge.